# Oude en Nieuwe Struiten
Oude en Nieuwe Struiten est une ancienne commune néerlandaise de la Hollande-Méridionale.
Oude en Nieuwe Struiten a été érigé en commune le 1er avril 1817 par démembrement de la commune de Hellevoetsluis. Le 1er septembre 1855 la commune fut supprimée et rattachée à Nieuw-Helvoet. De nos jours, son territoire intègre la commune de Hellevoetsluis.
En 1840, la commune de Oude en Nieuwe Struiten comptait 10 maisons et 146 habitants. La commune avait une superficie de 96 hectares.

## Référence
1. ↑  Alphabetisch register van alle bewoonde oorden des Rijks, Departement van Oorlog, Éd. Erven Doorman, 's-Gravenhage, 1850